# Skytteliga
Skytteliga är en sportterm avsedd för enskilda individer inom vissa lagsporter där man räknar mål, till skillnad från poängliga, där man räknar poäng. Det totala antalet mål en viss spelare gjort under en säsong jämförs på olika vis med andra spelare. Den spelare som under säsongen gjort flest mål, vinner skytteligan. I t.ex. England brukar skytteligan inkludera såväl ligamatcher som cupmatcher, trots att dessa tävlingar är oberoende av varandra.
Varje klubb eller landslag har också sina interna skytteligor, den spelare i en viss klubb (eller landslag) som gjort flest mål vinner denna interna skytteliga. Det förekommer också säsongsöverskridande skytteligor. Den spelare som gjort flest mål genom tiderna, för en klubb, ett landslag eller inom en viss typ av turnering (t.ex. världsmästerskap) är skytteligaledare (vid en viss tidpunkt).
En vinnare av en skytteliga brukar kallas skyttekung eller skyttedrottning, men för dessa epitet krävs inte egentligen att ha vunnit en skytteliga; ibland benämnes även spelare som brukar göra många mål på samma sätt.
Fotboll, bandy, vattenpolo och handboll är typiska exempel där skytteliga används.

## Exempel från fotbolls-VM
- Fotbolls-VM (flest mål i en och samma match)

1. Oleg Salenko, Ryssland  5 mål
2. Emilio Butragueño, Spanien  4 mål

- Fotbolls-VM (flest mål under ett och samma VM)

1. Just Fontaine, Frankrike 13 mål
2. Gerd Müller, Västtyskland 10 mål

- Fotbolls-VM (flest VM mål totalt)

1. Miroslav Klose, Tyskland 16 mål
2. Ronaldo, Brasilien 15 mål
3. Gerd Müller, Västtyskland 14 mål

- Fotbolls-VM-finalmål (sammanlagt i VM-finaler)

1. Vava, Brasilien 3 mål (2 finaler)
2. Geoff Hurst, England 3 mål (1 final).
3. Pelé, Brasilien 3 mål (2 finaler)
4. Zinedine Zidane, Frankrike 3 mål (2 finaler).